# Mentaliseringsbaserad terapi
Mentaliseringsbaserad terapi (MBT) är en form av psykologisk behandling som inriktar sig på en individs medvetenhet om sitt eget och andras sätt att reagera, tänka och känna (mentalisering). Den utvecklades ursprungligen för personer med emotionellt instabilt personlighetssyndrom (EIPS, borderline) men har idag ett bredare användningsområde, till exempel för personer med ätstörningar och självskadebeteende.
Mentalisering är ett psykodynamiskt begrepp som har rötter i anknytningsteori och kognitiv teori. Mentaliseringsbegreppet inkluderar:
1. att förstå andras beteende i termer av inre mentala skeenden
2. att förstå sina egna mentala skeenden
3. att kunna differentiera mellan sina egna och andras mentala tillstånd, och att skilja mellan mentala tillstånd och yttre verklighet.

En litteraturkartläggning av effekten av MBT gjordes 2022 av Statens beredning för medicinsk och social utvärdering (SBU).